# Urodasys cornustylis
Urodasys cornustylis is een buikharige uit de familie Macrodasyidae. Het dier komt uit het geslacht Urodasys. Urodasys cornustylis werd in 1974 voor het eerst wetenschappelijk beschreven door Schoepfer-Sterrer.